# Костянтин Браницький
Костянтин Ґжеґож Браницький (пол. Konstanty Grzegorz Branicki; 9 травня 1824, Біла Церква — 14 липня 1884, Париж, Франція) — польський дворянин, поміщик, пристрасний натураліст, колекціонер і мандрівник. Син польського аристократа, російського командира доби наполеонівських війн, генерал-майора Владислава Браницького, онук Францішека Ксаверія Браницького — великого гетьмана коронного, генерала від інфантерії російської служби.

## Життєпис
Народився в російській зоні окупації, через польську патріотичну позицію сім'ї та їх ліберальні переконання він залишився ворогом російського імператорського двору. Перебуваючи під постійним наглядом російської розвідки і не в змозі брати участь у справах незалежності Польщі, продовжив свою наукову роботу та колекціонування.
Його світогляд формувався під час подорожей по світу в компанії свого старшого брата Олександра. У 1863—1864 роках він подорожував таким способом по Єгипті та Нубії (в Асуані він убив двох крокодилів, пізніше опудала пожертвував Кабінету зоології у Варшаві), Палестину (відвідування Єрусалиму), Сирії та сучасну Туреччину. У 1866—1867 роках, разом зі своїм братом організував поїздку до Алжиру, на якій також узяли участь Владислав Тачановський та Станіслав Антоніо Вага.
Як і брат, фінансував експедиції, у яких особисто не брав участі, наприклад, науково-дослідної експедиції Бенедикта Дибовського до Сибіру, Томаша Барея до Центральної Азії і Костянтина Єльського та Яна Штольцмана до Південної Америки. Крім Костянтина Браницького надавали фінансову підтримку також Владислав Тачановський та Зоологічний кабінет Варшавського університету. Шляхом самоосвіти досягнув широких знань в області орнітології та звання орнітолога. Він брав участь у розробці багатьох орнітологічних атласів. Його прізвищем було названо багато видів нововідкритих птахів.
Костянтин Браницький також проявляв інтерес до археології, про що свідчить стаття, розміщена в 1858 році, стосовно «розкопок», ймовірно, курганів (один з них називався могилою Розкопана) в Росаві у сучасному Обухівському районі. Під час розкопок виявили… кістки коней з людськими, а разом з ними злегка вигнуті мечі (53 см в довжину), деякі позолочені до половини довжини, столи, залізні наконечники стріл, сокири, кольчуги, намиста, срібло і мідь золоті, кам'яні хрести, бурштин і тому інше, а вогнепальної зброї не було. Значна частина цих предметів передана до Археологічного музею у Кракові.
Реалізацією пристрастей та амбіцій є його фінансова незалежність. Бажанням, хоча і посмертним — зусилля по захисту від перевезення до Москви чи Санкт-Петербургу та збереженню зібраної колекції та її доступності для громадськості. Це і стало причиною створення, його сином Ксаверієм у 1887 році, приватного природознавчого музею імені Браницьких. Цей музей був розташований у віллі в історичній місцевості Фраскаті у Варшаві, а у 1928 році став частиною експозиції Державного зоологічного музею у Варшаві.
Був останнім власником маєтків Браницьких на Правобережній Україні, зокрема на Богуславщині, які 1879 року продав царському уряду, Рокитне, Житньогори, Заболоття, Стенжаричі, а 1877 року, також французькі землі у Монтрезорі.